# Mycena multiplicata
Mycena multiplicata é uma espécie de cogumelo da família Mycenaceae. É encontrado no Japão.